# Love Is the Seventh Wave
«Love Is the Seventh Wave» — хит-сингл с сольного дебютного альбома Стинга 1985 года The Dream of the Blue Turtles. Он был выпущен в качестве второго сингла альбома в Великобритании и третьего сингла в США.

## О песне
Песня завершается краткой, самонасмешливой ссылкой на самый большой хит Стинга с The Police, «Every Breath You Take», который повествует о темной стороне любви, приводящей к сексуальной ревности и одержимости.

## Музыкальное видео
В клипе Стинг изображен в роли учителя начальной школы (фактически, это была его основная работа до того, как он стал рок-звездой), который выступает на фоне работ своих учеников.
Рисунки были сделаны учениками младшей школы в Latchmere Junior School, в Кингстон-апон-Темз, Великобритания.

## Релиз
Сингл содержит другой микс песни, чем на альбоме. На нем также представлена концертная версия песни «Consider Me Gone», которая была записана в парижском театре Mogador в мае 1985 года.

## Список композиций
7" US single (AM-2787)
1. «Love Is the Seventh Wave» (Single Version) — 3:45
2. «The Dream of the Blue Turtles» — 1:15

12" UK single (AMY 272)
1. «Love Is the Seventh Wave» (New Mix) — 4:05
2. «Consider Me Gone» (Live) — 4:45

12" US single (SP-12153)
1. «Love Is the Seventh Wave» (New Mix) — 4:05
2. «Fortress Around your heart» (Album Version) — 4:48
3. «Dream of the blue turtles» — 1:15

## Чарты
| Чарт (1985)              | Высшая позиция |
| ------------------------ | -------------- |
| Бельгия (Фландрия)       | 19             |
| Канада                   | 38             |
| Франция                  | 30             |
| Ирландия                 | 25             |
| Новая Зеландия           | 17             |
| Нидерланды               | 10             |
| Великобритания           | 41             |
| США                      | 17             |
| США (mainstream rock)    | 19             |
| США (adult contemporary) | 20             |

## Кавер-версии
Песня была исполнена группой из Виннипега The Duhks. Это бонус-трек на их одноимённом альбоме, выпущенном в 2005 году.